# Trachypithecus laotum
O langur-laosiano (Trachypithecus laotum) é uma das 17 espécies de Trachypithecus. Como o nome indica é nativo do Laos e habita as florestas secas tropicais e subtropicais. Genéticamente o Trachypithecus ebenus e o Trachypithecus hatinhensis são bem próximos ao Trachypithecus laotum, e consequêntemente já foram sugeridos para que fossem subespécies deste. Se confirmado ficaria: Trachypithecus laotum ebenus e Trachypithecus laotum hatinhensis.

## Estado de conservação
Esta espécie foi listada como vulnerável pois houve um declíneo de mais de 30% de sua população nos últimos 36 anos devido principalmente à perda de habitat e à caça.